# Matisse & Sadko
Matisse & Sadko ist ein russisches DJ-Duo, bestehend aus den beiden Brüdern Alexander und Yury Parkhomenko. Bekanntheit erreichten sie durch ihre Zusammenarbeit mit dem niederländischen DJ und Produzenten Martin Garrix, bei dessen Plattenlabel „STMPD RCRDS“ sie seit 2016 unter Vertrag stehen. Im selben Jahr veröffentlichten sie gemeinsam mit Garrix die Singles Break Through The Silence und Dragon, mit denen sie in der EDM-Szene ihren Durchbruch feiern konnten. Außerdem produzierten sie offizielle Remixe für Künstler wie Galantis und Afrojack.

## Geschichte
Alexander Parkhomenko und Yury Parkhomenko waren beide mehrere Jahre lang als Solokünstler aktiv, Alexander als Matisse und Yury als Sadko, bis sie 2010 ihre bisherigen Pseudonyme zu einem gemeinsamen Projekt umformten. Sie schickten mehrere Produktionen an verschiedene Plattenlabel, woraufhin diese von unter anderem Armada Zouk und Refune Music signiert wurden. Ihre Debüt-Single Svenska veröffentlichten sie am 27. Juni 2011. Es folgte das Lied Hi Scandinavia, das ihnen erstmals eine Platzierung in verschiedenen Dance-Charts verschaffte. Am 5. März 2012 veröffentlichten sie das Lied Trio, das in Zusammenarbeit mit dem russischen DJ und Produzenten Arty aufnahmen. Mit diesem konnten sie erstmals auf sich aufmerksam machen; so erhielt der Track Support von unter anderem der Swedish House Mafia, Alesso und Dirty South.
Am 12. August 2013 veröffentlichten Matisse & Sadko gemeinsam mit dem schwedischen DJ und Produzenten Steve Angello das Lied SLVR auf Angellos Plattenlabel Size Records. Es folgen Singles wie Sigure, Stars und Persia, bevor sie den niederländischen DJ Martin Garrix kennen lernten. Mit diesem produzierten sie das Lied Dragon, das im August 2014 erstmals gespielt wurde. Im Folgejahr veröffentlichten sie den Song gemeinsam mit der EP Break Through the Silence auf der zusätzlich der gleichnamige Track enthalten war. Beide Lieder entwickelten sich zu kommerziellen Erfolgen und erreichten mitunter über 20 Millionen Streams auf Spotify.
Für die Eishockey-Weltmeisterschaft 2016 produzierte Matisse & Sadko die offizielle Hymne Go!, die als erste Veröffentlichung auf ihrem eigenen Plattenlabel „Monomark Music“ erschien. Am 1. Oktober 2016 folgte das Lied Machine Gun. Mit dem Song Together erschien eine weitere Zusammenarbeit mit Martin Garrix, die Teil von dessen EP Seven war. Das Lied Ya Amar zeichnete sich durch Einflüsse arabischer Klänge aus.
Am 20. Oktober 2017 wurde das Instrumentalstück Forever, der in Zusammenarbeit mit Martin Garrix entstand über STMPD RCRDS veröffentlicht. Der Track wurde ursprünglich von Garrix bereits während des Creamfields Festivals 2017 premiert. Die Veröffentlichung fand einen Tag vor der Auswertung der DJ Mag Top 100 statt. Am 24. November 2017 veröffentlichten sie das Lied Witchcraft über Monomark. Mit dem Lied Into You erschien eine erste Future-Bass-Produktion. Ende des Jahres veröffentlichten sie einen Remix zu dem Lied Dreamer von Axwell Λ Ingrosso. Dieser entwickelte sich durch seine Nähe zur unveröffentlichten Ursprungsversion von Dreamer zu einem Erfolg und erlangte sowohl auf YouTube, als auch auf Spotify mehrere Millionen Klicks.
Am 27. März 2018 veröffentlichten Matisse & Sadko den gemeinsam mit dem niederländischen DJ und Produzenten Tiësto entstandenen Song Dawnbreaker, die Teil seiner EP I Like It Loud war. Erstmals gespielt wurde der Track kurz vorher beim Ultra Music Festival 2018. Am 4. Mai 2018 folgte mit Grizzly eine Fusion aus Groove-, Progressive- und Bass-House. Im Juni 2018 folgte der von Indie-Musik beeinflusste Song Built For Us. Nach seinem Auftritt beim Tomorrowland Festival im Juli 2018 veröffentlichte Martin Garrix das Lied High on Life, bei dem ihn Matisse & Sadko beim Songwriting und Produzieren unterstützten. Diese erreichte die Single-Charts vieler europäischer Länder sowie 16 der US-amerikanischen Billboard Dance-Charts. Auch an Garrix’ Single Dreamer waren sie beteiligt. Im August 2018 folgte über STMPD der Electro-House-Track Saga.
Im März 2019 erschien das Lied Mistaken, das sie in Zusammenarbeit mit Martin Garrix und dem Sänger Alex Aris aufnahmen. Neben der kommerzielleren Original-Version erschien auch eine aggressiver gestaltete Club-Version. Der Track konnte nicht an den Erfolg von High on Life anschließen, erreichte aber dennoch rund 20 Millionen Streams auf Spotify.

## Mitglieder
- Alexander „Matisse“ Parkhomenko (bürgerlich Александр Пархоменко (Aleksandr Parhomenko))
- Yury „Sadko“ Parkhomenko (bürgerlich Юрий Пархоменко (Yuriy Parhomenko))

## Diskografie

### Singles
2011:
- Svenska
- Hi Scandinavia!
- We’re Not Alone (Hi Scandinavia!) (mit Ollie James)
- Amulet

2012:
- The Legend (mit Swanky Tunes)
- Trio (mit Arty)
- Chemistry (Turn the Flame Higher) (mit Hard Rock Sofa & Swanky Tunes)

2013:
- Stars
- SLVR (mit Steve Angello)
- Riot (mit Arty)

2014:
- Sigure
- Azonto
- Persia

2015:
- Dragon (mit Martin Garrix)
- Break Through the Silence (mit Martin Garrix)
- Memories
- TENGU (mit Vigel)
- Lock ’N’ Load

2016:
- Get Busy (mit TITUS)
- Go!
- Machine Gun
- Ninjas
- Together (mit Martin Garrix)
- Ya Amar

2017:
- Jank ’N’ Gank
- Hndz Up
- Forever (mit Martin Garrix)
- Witchcraft
- Into You (mit Hanne Mjoen)

2018:
- Dawnbreaker (mit Tiësto)
- Grizzly
- Build for Us
- Mystery (feat. Swedish Red Elephant)
- Light Me Up (mit Raiden)
- Saga
- Takeoff
- Melodicca

2019:
- Don’t Tell Me (mit Aspyer feat. Matluck)
- Mistaken (mit Martin Garrix feat. Alex Aris)
- Another Side (mit Robert Falcon feat. Wrabel)
- Let It Buzz (als Daffy Muffin)
- Selecta (als Daffy Muffin)
- Doberman
- Fade Away (feat. Smbdy)
- Hold On (mit Martin Garrix feat. Michel Zitron)

### Remixe
2012:
- M-3ox & Heidrun − Beating of My Heart
- Shinedown − Unity
- The Aston Shuffle − Can’t Stop Now

2013:
- Saints of Valory − Neon Eyes (Into the Deep)

2015:
- Otto Knows − Next to Me
- Galantis − In My Head

2016:
- Fais feat. Afrojack − Hey

2017:
- Axwell Λ Ingrosso feat. Trevor Guthrie − Dreamer
- Lauv − The Other

### Songwriting- und Produktionsbeiträge
| Jahr | Titel Interpret                       | Höchstplatzierung, Gesamtwochen, AuszeichnungChartplatzierungen (Jahr, Titel, Interpret, Platzierungen, Wochen, Auszeichnungen, Anmerkungen) | Höchstplatzierung, Gesamtwochen, AuszeichnungChartplatzierungen (Jahr, Titel, Interpret, Platzierungen, Wochen, Auszeichnungen, Anmerkungen) | Höchstplatzierung, Gesamtwochen, AuszeichnungChartplatzierungen (Jahr, Titel, Interpret, Platzierungen, Wochen, Auszeichnungen, Anmerkungen) | Höchstplatzierung, Gesamtwochen, AuszeichnungChartplatzierungen (Jahr, Titel, Interpret, Platzierungen, Wochen, Auszeichnungen, Anmerkungen) | Höchstplatzierung, Gesamtwochen, AuszeichnungChartplatzierungen (Jahr, Titel, Interpret, Platzierungen, Wochen, Auszeichnungen, Anmerkungen) | Höchstplatzierung, Gesamtwochen, AuszeichnungChartplatzierungen (Jahr, Titel, Interpret, Platzierungen, Wochen, Auszeichnungen, Anmerkungen) | Anmerkungen                                            |
| Jahr | Titel Interpret                       | DE | AT | CH | UK | Dance | NL | Anmerkungen                                            |
| ---- | ------------------------------------- | --- | --- | --- | --- | --- | --- | ------------------------------------------------------ |
| 2012 | Dancing in London Patrick Miller      | DE25 (12 Wo.)DE | AT28 (6 Wo.)AT | CH13 (12 Wo.)CH | — | — | — | Erstveröffentlichung: 15. Juni 2012                    |
| 2018 | High on Life Martin Garrix feat. Bonn | DE66 (2 Wo.)DE | AT52 (3 Wo.)AT | CH45 (3 Wo.)CH | — | Dance16 (20 Wo.)Dance | NL12 (23 Wo.)NL | Erstveröffentlichung: 29. Juli 2018 Verkäufe: + 75.000 |
| 2018 | Dreamer Martin Garrix feat. Mike Yung | — | — | — | — | Dance31 (5 Wo.)Dance | — | Erstveröffentlichung: 1. November 2018                 |